# GConf
GConf — система, используемая в GNOME для хранения настроек рабочего стола и приложений. Изменения контролируются службой GConfd. GConfd следит за изменениями в базе данных, и при их изменении, передаёт новые настройки приложениям.
База данных GConf использует систему каталогов и XML-файлы, хранящиеся в каталоге ~ /.gconf.

## Архитектура
GConf написана на языке Си. Программная архитектура GConf состоит из службы, которая обрабатывает различные источники конфигурации относительно текущего сеанса пользователя.

## Доступ
Как и во многих библиотеках GNOME, получить доступ к GConf можно, используя различные языки программирования, такие как Ada, C, C++, Perl, Java и Python.

## Утилиты обслуживания
Для упрощения работы с каталогами GConf используются различные утилиты, которые имеют текстовый или графический интерфейс (gconf-editor, GConf-cleaner и др.).